# Robert Butler
Robert Butler (Los Angeles, 16 november 1927 – aldaar, 3 november 2023) was een Amerikaanse filmregisseur en een Emmy Award-winnende televisieregisseur. Hij is het meest bekend door zijn televisiewerk, alwaar hij vele pilotafleveringen van verschillende invloedrijke tv-series maakte, waaronder Star Trek en Hill Street Blues.

## Biografie
Butler studeerde af aan de Universiteit van Californië (UCLA) als Master in het Engels. Hij speelde in een muziekband van het leger alvorens een carrière te beginnen als toneelmeester en regie-assistent. Hij startte zijn carrière als regisseur met een aflevering van Hennesey (met Jackie Cooper en de jonge Ron Howard) en ging verder met het regisseren van televisieseries en -shows zoals The Untouchables, Dr. Kildare, The Dick Van Dyke Show, Batman, The Fugitive en The Twilight Zone.
Butler regisseerde pilotafleveringen voor vele tv-series waaronder Star Trek (TOS), Hogan's Heroes, Batman, The Blue Knight, Hill Street Blues, Remington Steele (een serie die hij mee maakte), Moonlighting, Sisters en Lois & Clark: The New Adventures of Superman. Hij regisseerde ook vele afleveringen van onder andere I Spy, Blue Light, The Invaders, Gunsmoke, The Outcasts, Mission: Impossible, Kung Fu, Hawaii Five-O, Columbo en Midnight Caller.
Butler werkte samen met onder andere acteur Kurt Russell in vier Walt Disney-films, Guns in the Heather, The Computer Wore Tennis Shoes, The Barefoot Executive en Turbulence (1997).
Butler overleed in 2023 13 dagen vóór hij 96 jaar werd.

## Filmografie

### Televisieseries
- Hennesey (1959-1960)
- The Many Loves of Dobie Gillis (1960)
- Happy (1960)
- The DuPont Show with June Allyson (1960-1961)
- Peter Loves Mary (1961)
- Have Gun - Will Travel (1961)
- Michael Shayne (1961)
- Bonanza (1961)
- The Dick Van Dyke Show (1961)
- The Dick Powell Show (1961)
- The Gertrude Berg Show (1961)
- The Detectives (1961-1962)
- Follow the Sun (1962)
- The Rifleman (1962)
- Stoney Burke (1962-1963)
- The Untouchables
- Dr. Kildare (1962-1963)
- Ben Casey (1963)
- The Greatest Show on Earth (1963)
- The Richard Boone Show (1963)
- The Lieutenant (1963-1964)
- Espionage (1964)
- The Defenders (1963-1965)
- The Twilight Zone (1964)
- Arrest and Trial (1964)
- The Fugitive (1964-1966)
- Mister Roberts (1965)
- The Virginian (1965)
- Run for Your Life (1965)
- Hogan's Heroes (1965-1966)
- Disneyland (1965-1975)
- Insight (1966-1981)
- Batman (1966)
- I Spy (1966)
- Shane (1966)
- Blue Light (1966)
- The Felony Squad (1966-1968)
- Star Trek (1966-1986)
- Gunsmoke (1967-1972)
- Judd for the Defense (1967)
- N.Y.P.D. (1967)
- The Invaders (1967-1968)
- Bob Hope Presents the Chrysler Theatre (1967)
- Cimarron Strip (1968)
- Ironside (1968)
- The Outcasts (1969)
- CBS Playhouse (1969)
- Mission: Impossible (1969)
- Lancer (1969-1970)
- Then Came Bronson (1970)
- Nichols (1972)
- The Waltons (1972-1973)
- Roll Out (1973)
- Kung Fu (1973)
- Doc Elliot (1973)
- Hawaii Five-O (1973)
- Columbo (1973-1974)
- The Blue Knight (1975)
- Hill Street Blues (1981)
- Remington Steele (1982-1983)
- Our Family Honor (1985)
- Moonlighting (1985)
- Out on a Limb (1987, miniserie)
- Midnight Caller (1988)
- Sisters (1991)
- Lois & Clark: The New Adventures of Superman (1993)
- Sirens (1993)
- St. Michael's Crossing (1999)
- The Division (2001)

### Films
- The Computer Wore Tennis Shoes (1969)
- Guns in the Heather (1969)
- Death Takes a Holiday (1971)
- Scandalous John (1971)
- The Barefoot Executive (1971)
- Now You See Him, Now You Don't (1972)
- The Blue Knight (1973)
- The Ultimate Thrill (1974)
- McMasters of Sweetwater (1974)
- Strange New World (1975)
- Black Bart (1975)
- Mayday at 40,000 Feet! (1976)
- James Dean (1976)
- Dark Victory (1976)
- In the Glitter Palace (1977)
- Hot Lead and Cold Feet (1978)
- Lacy and the Mississippi Queen (1978)
- A Question of Guilt (1978)
- Night of the Juggler (1980)
- Underground Aces (1981)
- Concrete Beat (1984)
- Up the Creek (1984)
- The Walt Disney Comedy and Magic Revue (1985, korte film)
- Long Time Gone (1986)
- On the Edge (1987)
- Out of Time (1988)
- The Brotherhood (1991)
- White Mile (1994)
- Turbulence (1997)
- Glory, Glory (1998)
- Where Do the Balloons Go? (2009)

## Onderscheidingen
De belangrijkste:
| Jaar    | Prijs                            | Categorie                                                                        | Genomineerde(n)                                                                  | Uitslag  |
| ------- | -------------------------------- | -------------------------------------------------------------------------------- | -------------------------------------------------------------------------------- | -------- |
| 2015    | Directors Guild of America Award | Lifetime Achievement Award for Distinguished Achievement in Television Direction | Lifetime Achievement Award for Distinguished Achievement in Television Direction | Gewonnen |
| 1980-81 | Primetime Emmy Award             | Outstanding Directing for a Drama Series                                         | Hill Street Blues afl. "Hill Street Station"                                     | Gewonnen |
| 1973-74 | Primetime Emmy Award             | Outstanding Directing for a Drama Series                                         | The Blue Knight afl. "Part III"                                                  | Gewonnen |
| 1972    | Directors Guild of America Award | Outstanding Directing for a Drama Series                                         | The Waltons afl. "Dust Bowl Cousins"                                             | Gewonnen |